# Runcina palominoi
Runcina palominoi is een slakkensoort uit de familie van de Runcinidae. De wetenschappelijke naam van de soort werd voor het eerst geldig gepubliceerd in 1999 door Ortea & Moro.